# Wolfgang Hartke
Wolfgang Hartke (* 4. April 1908 in Bonn; † 26. März 1997 in München) war ein deutscher Geograph und Hochschullehrer. Er gilt als Mitbegründer der Sozialgeographie im deutschen Sprachraum.

## Akademischer Werdegang
Wolfgang Hartke, Sohn von Wilhelm Hartke und Bruder von Werner Hartke, die beide Althistoriker waren, studierte ab 1926 Geographie, Germanistik und Geschichte in Berlin und wurde 1932 bei Norbert Krebs promoviert. Im Jahr 1938 habilitierte er sich in Frankfurt mit einer Arbeit über das Rhein-Main-Gebiet. Hartke war von 1952 bis zu seiner Emeritierung 1975 Ordinarius für Geographie der Technischen Hochschule München, die sich ab 1970 Technische Universität München nannte. Von 1959 bis 1961 war er 1. Vorsitzender des Verbandes der Hochschullehrer der Geographie und des Zentralverbandes der deutschen Geographen.

## Nachlass
Ein umfangreicher, wissenschaftlicher Nachlass Hartkes befindet sich heute im Archiv für Geographie des Leibniz-Instituts für Länderkunde in Leipzig.

## Auszeichnungen
- 1972: Ehrendoktorwürde der Universität Straßburg
- 1978: Anders-Retzius-Medaille in Gold der Schwedischen Gesellschaft für Anthropologie und Geographie
- 1979: Verdienstkreuz am Bande der Bundesrepublik Deutschland[5]
- 1987: Rüppell-Medaille in Silber der Frankfurter Geographischen Gesellschaft[6]

## Werke (Auswahl)
- Zur Kulturgeographie der Ländlichen Neusiedlung (OstPreussen). / Berlin Gesellschaft für Erdkunde 1933,
- Das Arbeits- und Wohnortsgebiet im Rhein-Mainischen Lebensraum.  Untersuchungen über Grundlagen der Kultur- und Wirtschaftsgeographie und ihren Raumbegriff am besonderen Beispiel der Pendelwanderung. H.L. Brönner, Frankfurt 1938 (Rhein-Mainische Forschungen; 18)
- Stadtbesichtigung : Ein Problem des Fremdenverkehrs in Kriegszerstörten Städten. W. de Gruyter Berlin 1951
- Die Zeitung als Funktion sozial-geographischer Verhältnisse im Rhein-Main-Gebiet. W. Kramer Frankfurt am Main 1952
- Die Soziale Differenzierung der Agrar-Landschaft im Rhein-Main-Gebiet. F. Dümmler Bonn 1953
- Die Hütekinder im Hohen Vogelsberg. Der geographische Charakter eines Sozialproblems.  M. Laßleben 1956
- Das Land Frankreich als sozialgeographische Einheit. M. Diesterweg Frankfurt am Main 1963